# Vriespunt

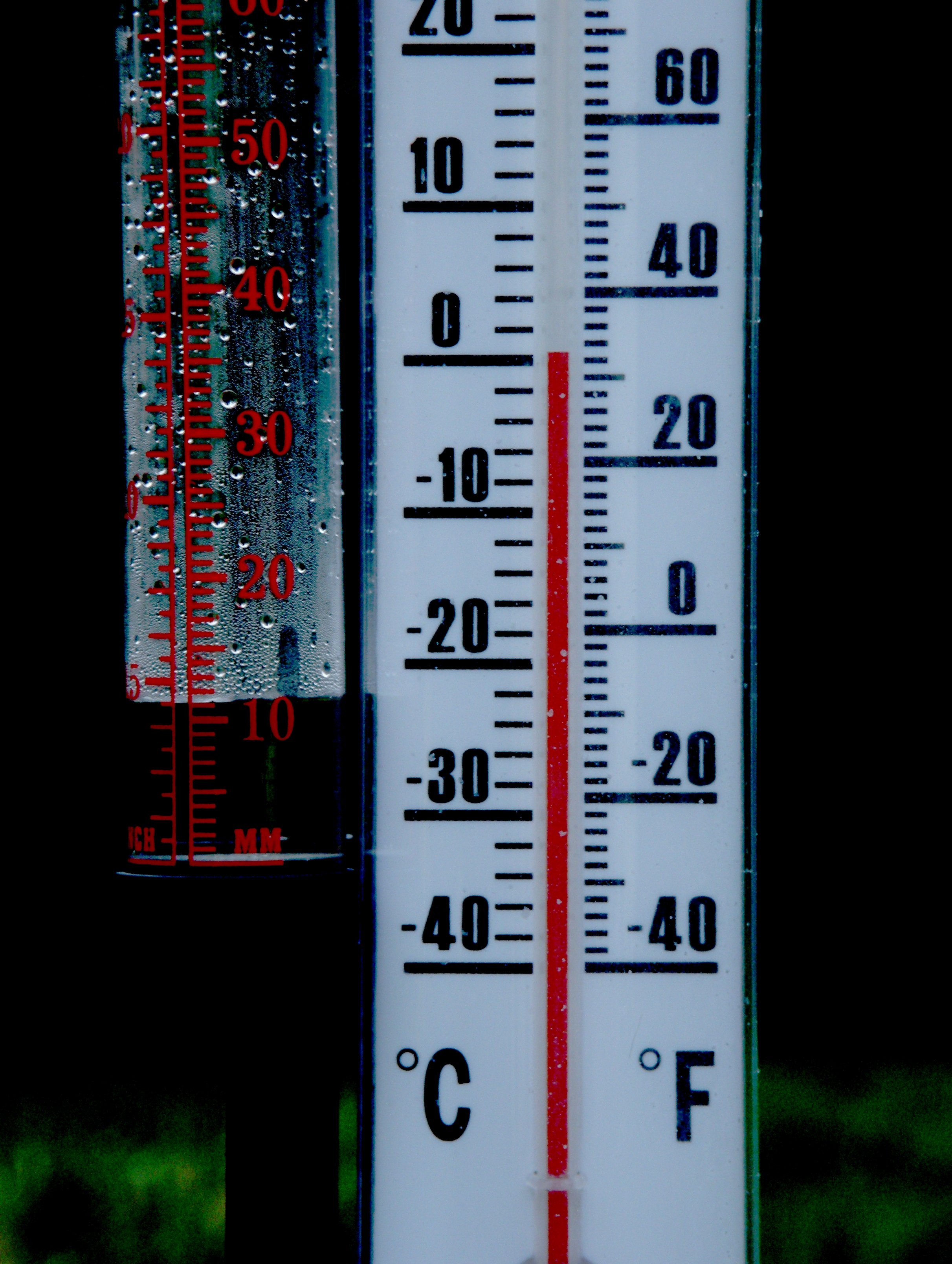
Vriespunt van water: 0°C = 32°F

Het vriespunt van een vloeistof is de temperatuur waarbij de vloeistof stolt, dat wil zeggen waarbij het over gaat in de vaste fase. Daartegenover staat het smeltpunt, de temperatuur waarbij de vaste stof smelt.
Indien de vaste stof en de vloeistof met elkaar in evenwicht zijn, zijn vries- en smelttemperatuur aan elkaar gelijk. Bij het afkoelen van alleen de vloeistof wordt dit evenwicht echter vaak niet onmiddellijk bereikt en komt het vriespunt vaak beduidend lager te liggen. De reden daarvoor is dat om een stof te laten kristalliseren het nodig is daarvoor een groeikern te vormen en de thermodynamische potentiaal van deze groeikern is hoger dan van een macroscopisch kristal. Wanneer de macroscopische vaste stof even stabiel wordt als de vloeistof (het smeltpunt) zijn groeikernen dus vaak nog niet stabiel. Bij voldoende onderkoeling kunnen er vanzelf groeikernen ontstaan en treedt er kristallisatie op. Ook het toevoegen van een groeikern (een stukje ijs, maar soms ook bijvoorbeeld een stofdeeltje) kan het proces op gang helpen.
In de spreektaal heeft "het vriespunt" de betekenis van "0 graden Celsius" of "32 graden Fahrenheit", het smeltpunt van ijs (en tevens vriespunt van water) bij atmosferische druk.